# Podogryllus aruensis
Podogryllus aruensis är en insektsart som först beskrevs av Otte, D. 1983.  Podogryllus aruensis ingår i släktet Podogryllus och familjen syrsor. Inga underarter finns listade i Catalogue of Life.